# Haricot mungo
Pour les articles homonymes, voir Haricot (homonymie).
« Mungo » redirige ici. Pour les autres significations, voir Mungo (homonymie).
Ne doit pas être confondu avec Soja ou Pousse de soja.
« Fève germée » redirige ici. Ne pas confondre avec Graine germée.
Vigna radiata
Espèce
Classification phylogénétique
Le haricot mungo, aussi dénommé ambérique verte ou 绿豆 en chinois; lǜdòu pinyin, maash (persan : ماش٫  kurde : ماش)٫ mūng (hindi : मूंग), monggo, đậu xanh (Vietnamien; signifiant, "haricot vert"), kacang hijau (Indonésien; signifiant "haricot vert") ou munggo (Philippines) (Vigna radiata), est une espèce de plantes à fleurs de la famille des Fabacées (Papilionacées). C'est une plante annuelle, originaire du sous-continent indien et cultivée comme plante potagère pour ses graines consommées comme légume à l'instar du haricot commun. C'est un ingrédient courant de la cuisine asiatique, utilisé cuit ou cru, notamment sous la forme germée appelée « fèves germées » ou abusivement, « pousses de soja ».
Ce haricot est réputé avoir des propriétés fortifiantes et lutter contre la fatigue[réf. nécessaire].

## Utilisation

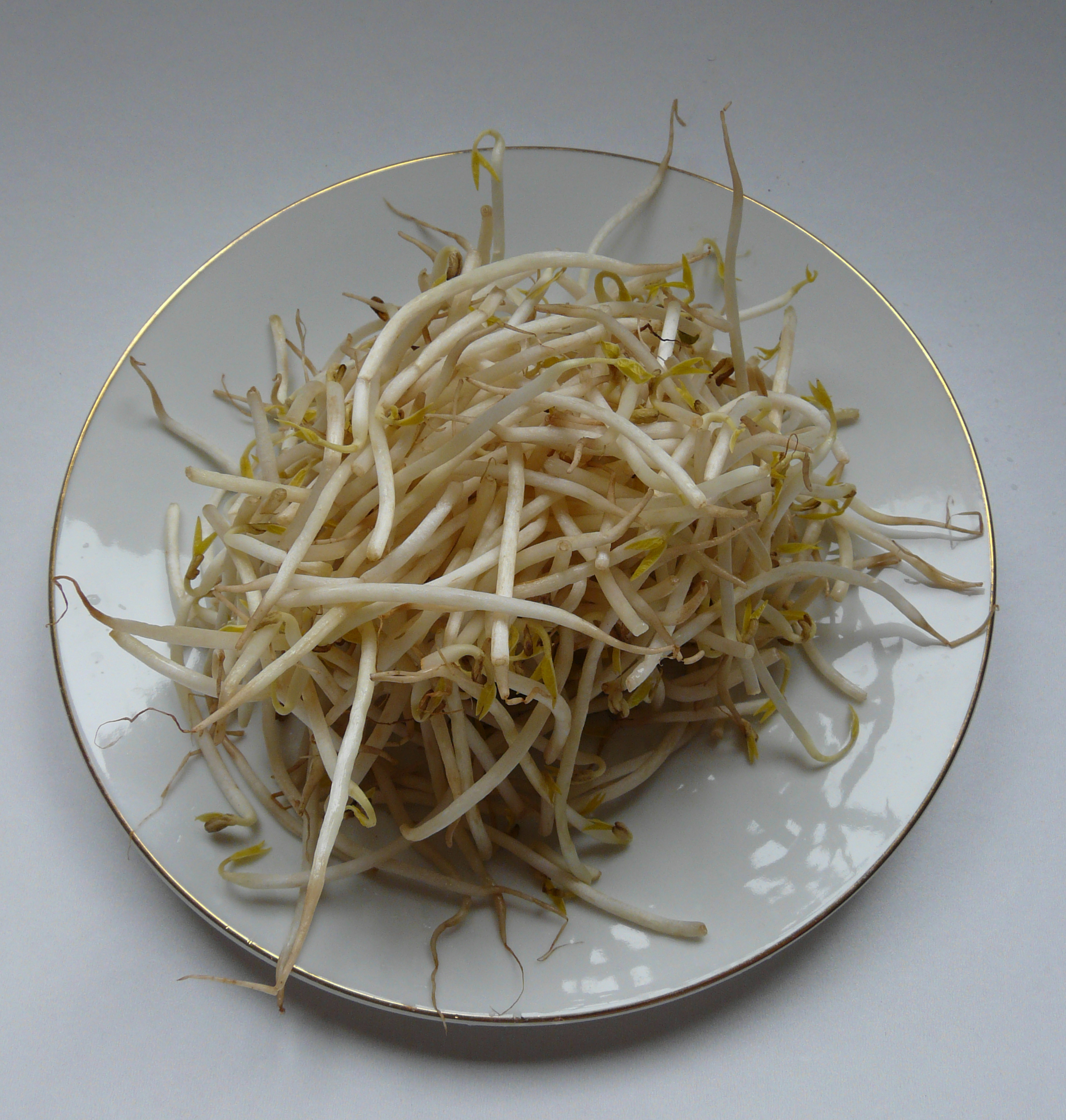
Plantules de haricot mungo, connues sous le nom de « pousses de soja ».

On consomme également les plantules issues des graines après germination, qui étaient souvent vendues sous le nom erroné de « pousses de soja » ou « germes de soja ». Cette appellation est erronée car la plantule crue de soja est toxique[source insuffisante]. On trouve parfois sur les marchés des plantules de vrai soja ; elles doivent être consommées cuites .
Dans certaines régions de Chine, on consomme le haricot mungo en soupe avec des graines de lotus, du riz, de la trémelle (ou champignon blanc) et quelques autres graines. La farine permet aussi de confectionner des vermicelles de soja (souvent traduits en « cheveux d'ange ») et des nouilles.
Dans l'Andhra Pradesh, en Inde, la farine de haricot mungo est utilisée pour faire des crêpes nommées pesarattu. On fabrique également des crêpes à base de farine de mungo en Chine, où elles sont appelées jianbing guozi.
Le haricot mungo est une plante tropicale dont la croissance nécessite des températures chaudes, allant de 30 °C à 35 °C. Le haricot mungo est davantage connu sous sa forme de germes ou de pousses. Les graines sont d'abord lavées puis mises à germer ; en 2 à 4 jours, les jeunes pousses sont consommables. À noter qu'il faut environ 1 kg de graines pour obtenir 4 kg de pousses. Leur saveur douce et peu prononcée permet de les intégrer crues ou cuites, dans de nombreuses recettes.
Il y a encore quelques années, les germes de haricot mungo étaient vendus sous le nom « germes de soja » ou « pousses de soja » car le haricot mungo est également dénommé par abus de langage « soja vert ». Or, il n'a rien à voir avec le soja tel qu'il est consommé habituellement (en tofu ou en lait végétal notamment), il n'appartient pas au même genre et n'a pas du tout les mêmes caractéristiques nutritionnelles. Pour éviter les confusions et les tromperies, les pousses de haricot mungo ont donc désormais l'obligation d'être vendues sans aucune référence au soja[source insuffisante].

## Culture
Le haricot mungo est une plante tropicale (ou subtropicale) dont la culture nécessite des températures élevées (idéalement 30 à 35 °C). Ils peuvent pousser en intérieur dans de l'eau distillée.
Le haricot mungo, utilisé dans l'alimentation asiatique sous forme de graines ou de germinations étiolées, représente un excellent matériel expérimental pour l'étude de la croissance cellulaire. En effet, comme les coléoptiles, à partir d'un certain stade, la croissance de son hypocotyle est principalement due à l'auxèse. Les cotylédons sont soulevés au-dessus du sol (germination épigée) grâce à la croissance d'un organe intermédiaire entre la racine et l'apex, l'hypocotyle.

## Galerie photo

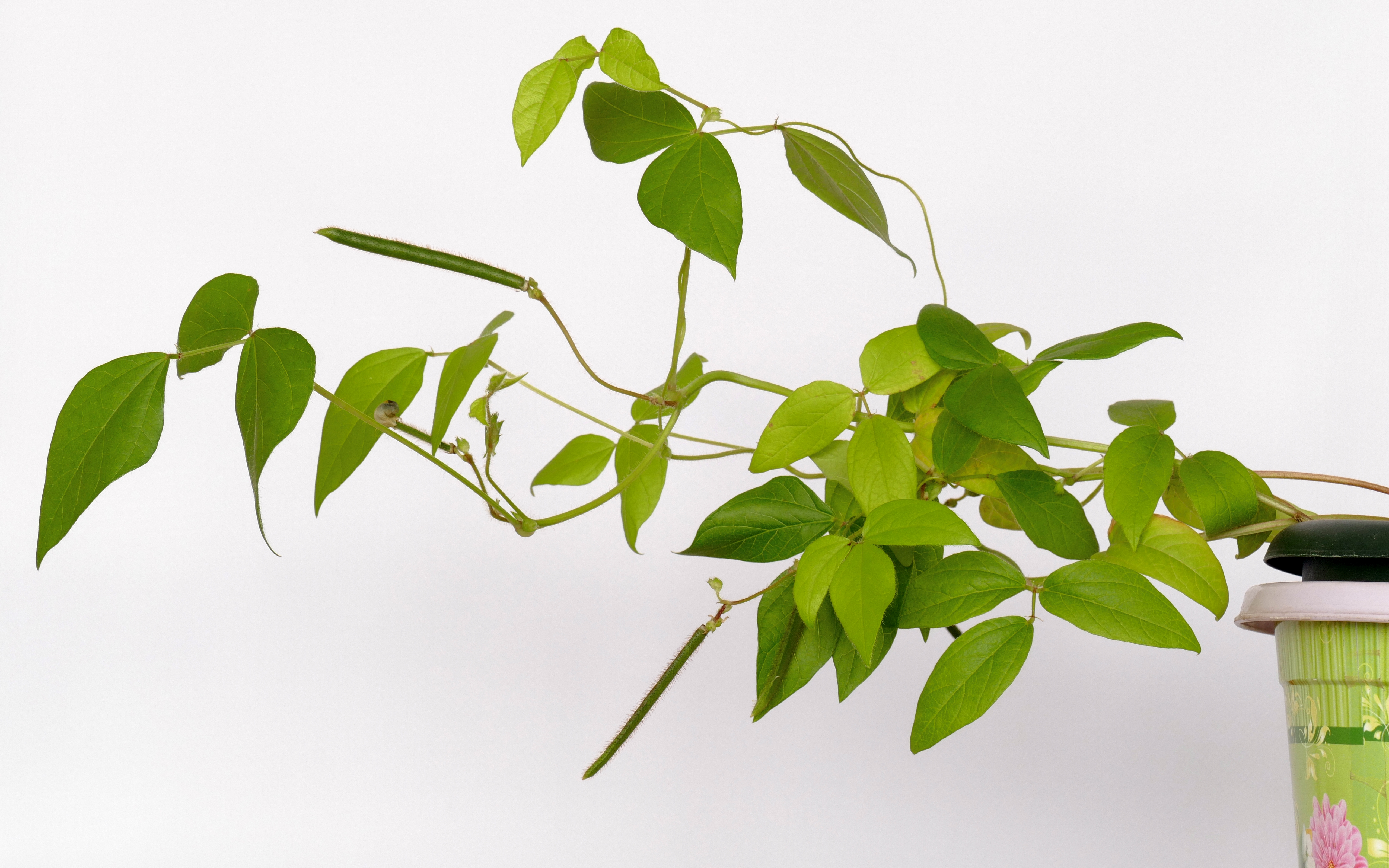
Pousse de Vigna radiata utilisée comme plante plante d'intérieur
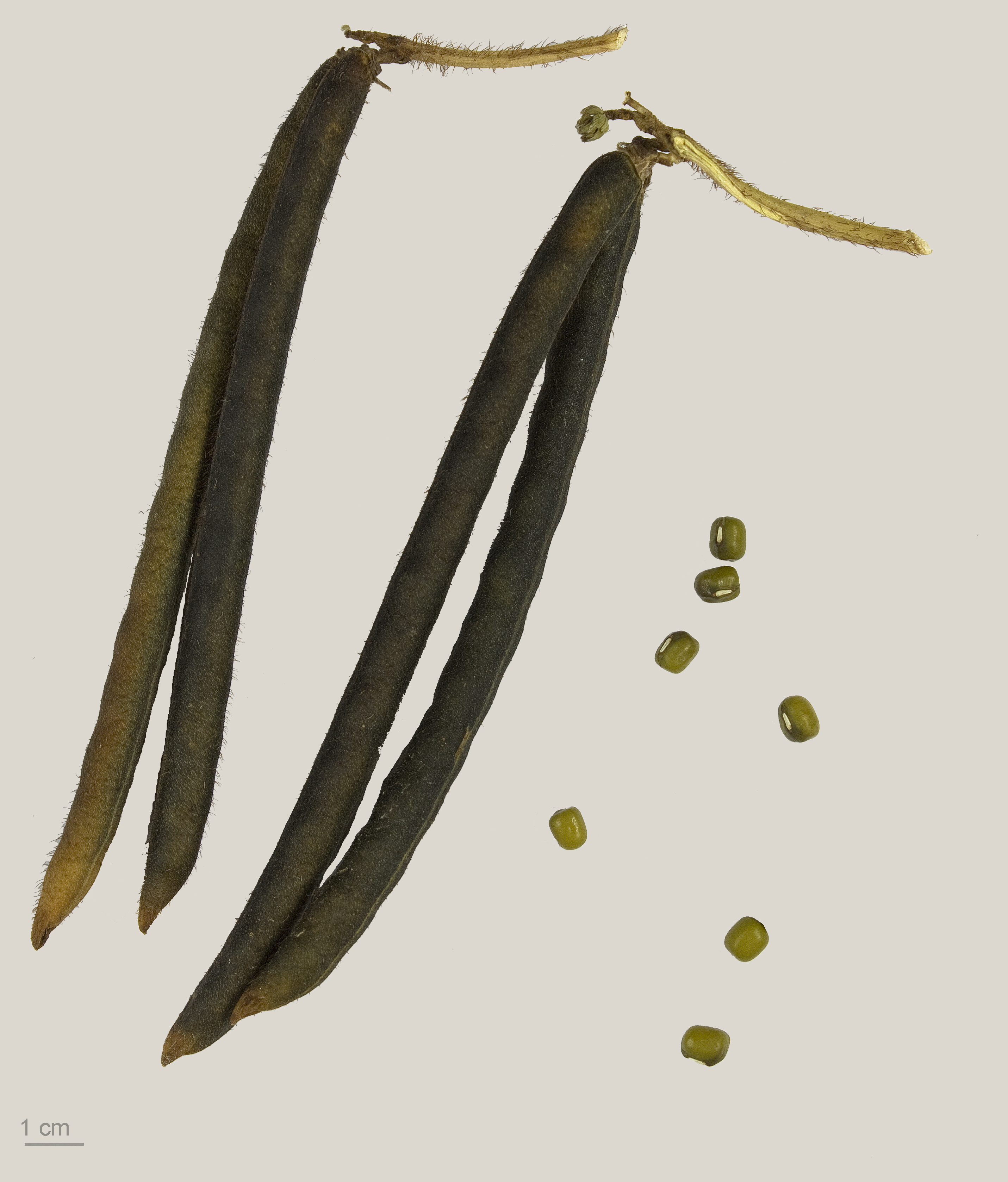
Gousses (muséum de Toulouse).
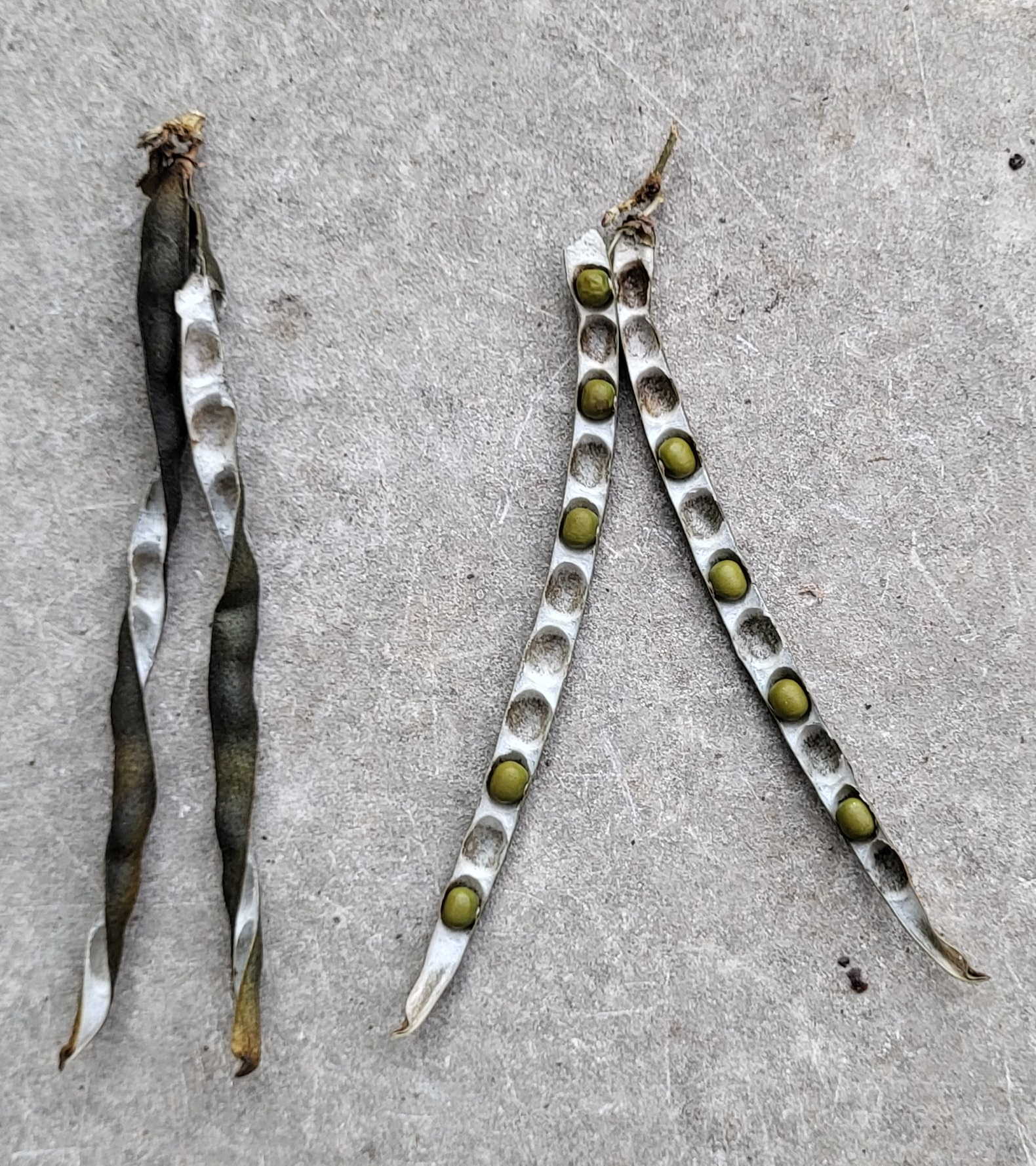
Gousses ouvertes avec graines.
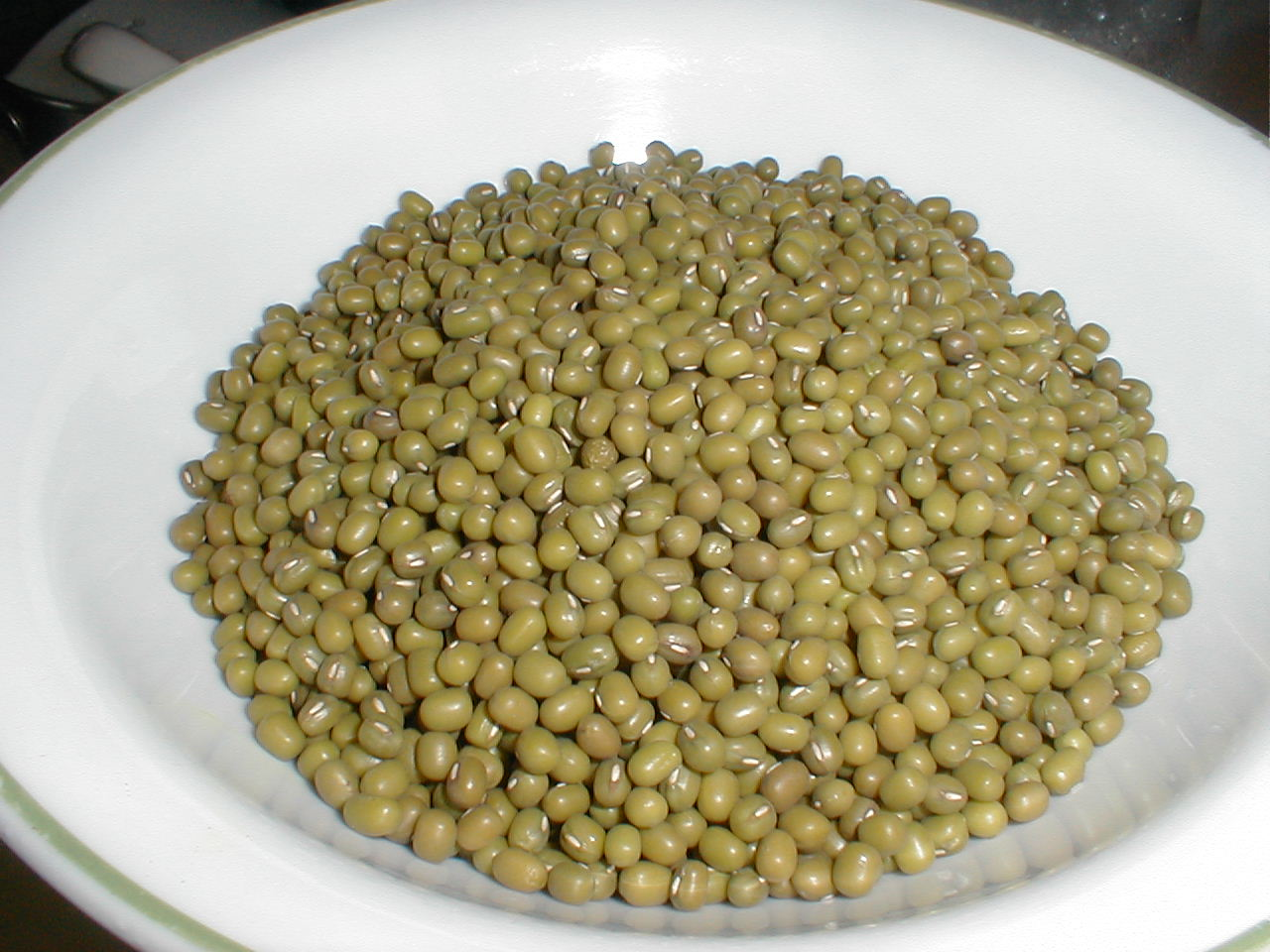
Plat contenant des haricots mungo secs.
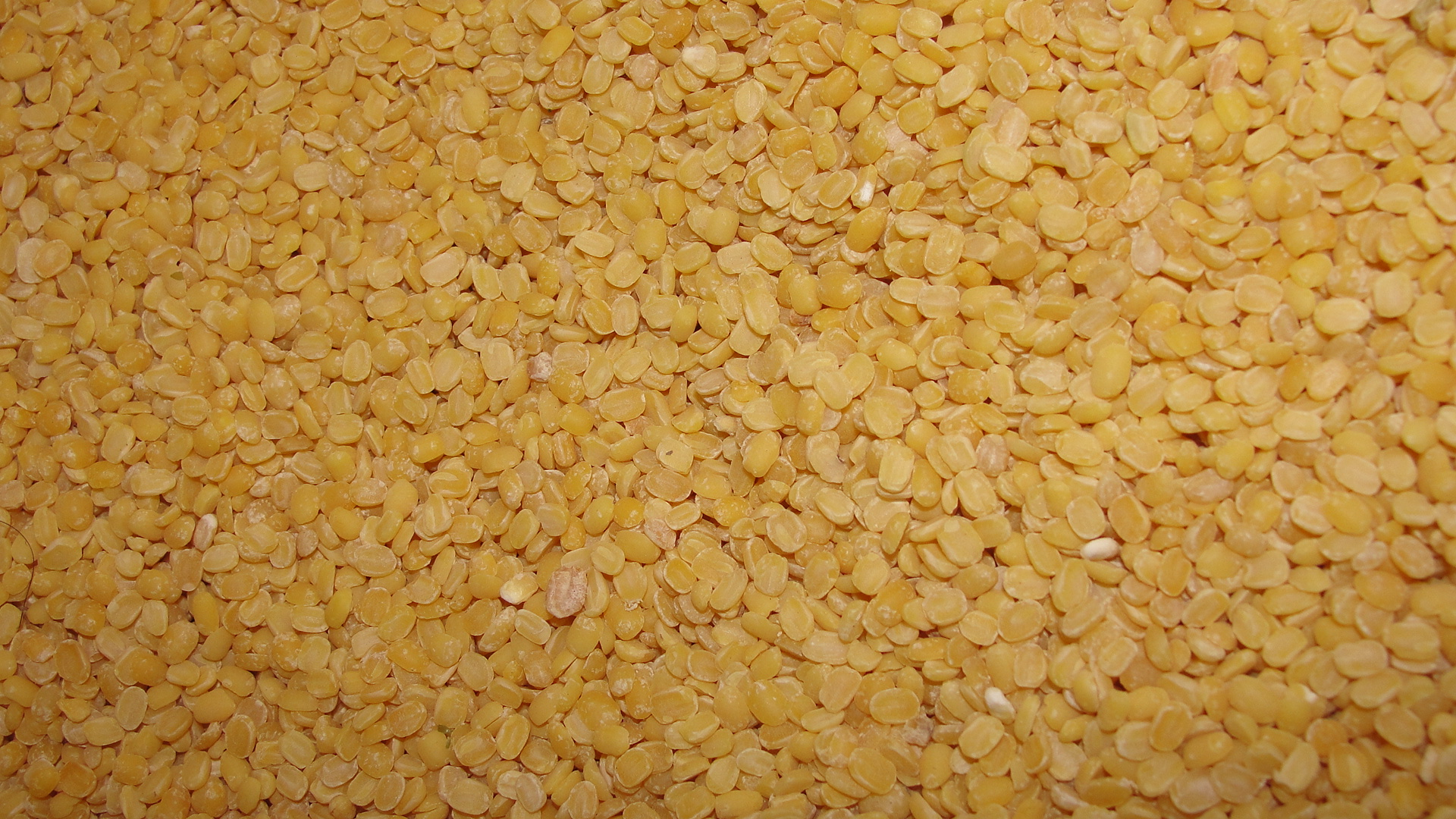
Haricots mungo décortiqués.
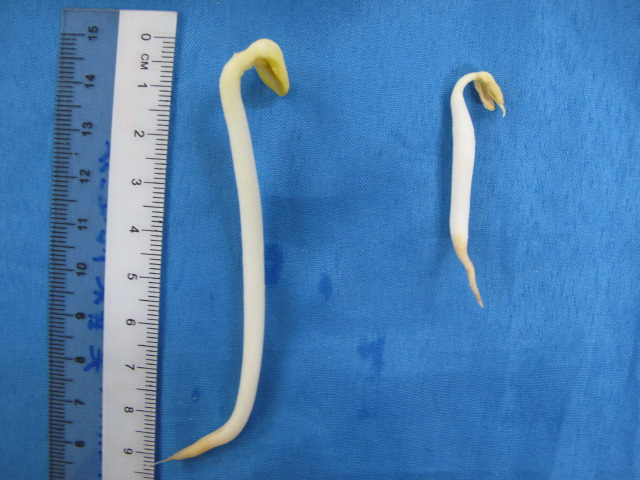
Pousse de soja (jaune) et pousse de mungo.
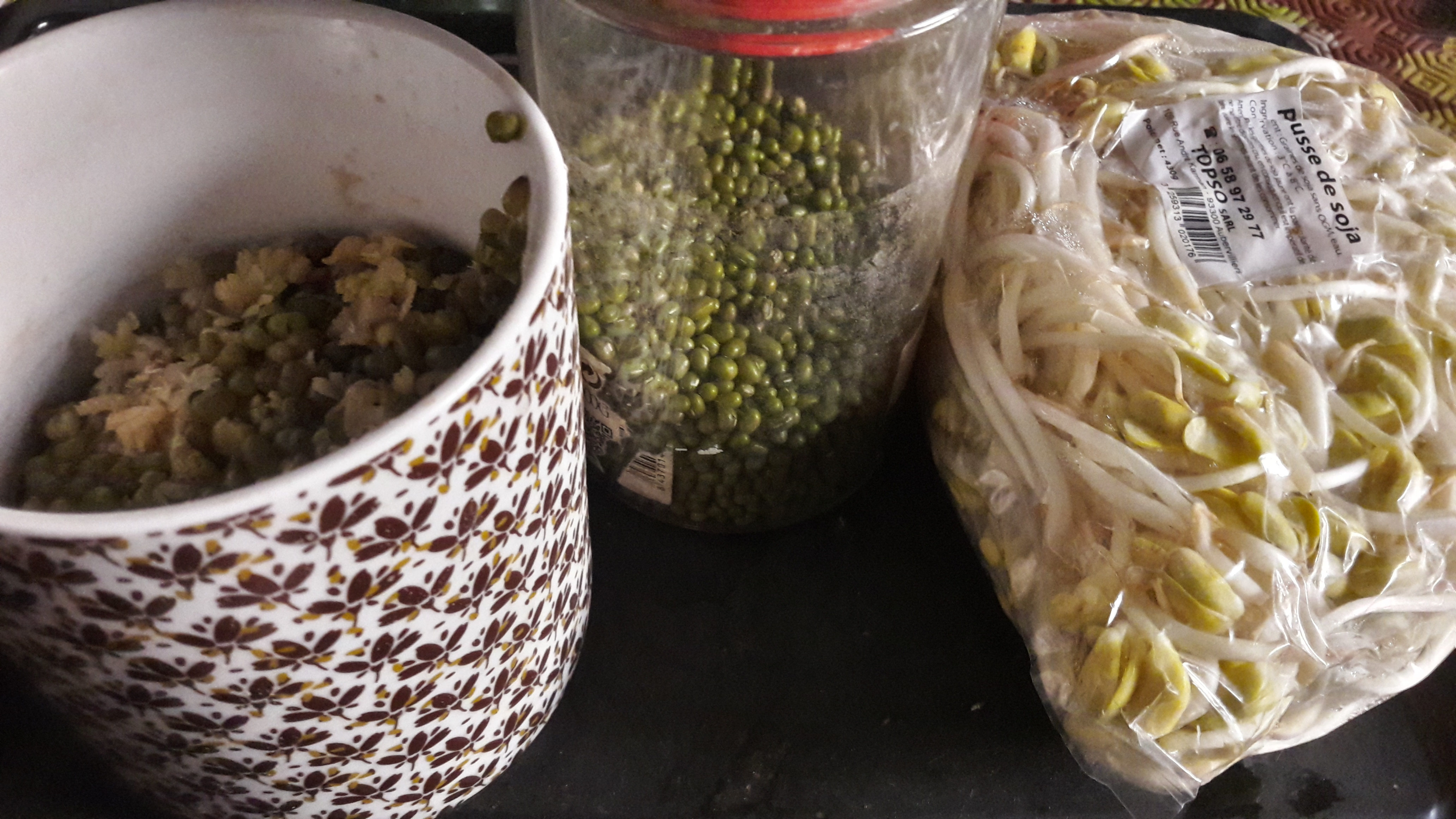
Soupe de mungo, mungos secs et pousses de soja (jaune).